# Jack Daniels (pentatleta)
Jack Tupper Daniels (Detroit, 26 de abril de 1933) é um ex-pentatleta e professor de educação física estadunidense. 

## Carreira
Jack Daniels representou seu país nos Jogos Olímpicos de 1956 e 1960, na qual conquistou a medalha de prata, por equipes em 1956, e bronze em 1960. 
Ele é o atual treinador da Wells College.